# Alina Garciamendez
Alina Lisi Garciamendez Rowold (n. 16 de abril de 1991) es una futbolista mexicana nacida en Estados Unidos que juega de defensa. Fue jugadora del equipo 1. FFC Frankfurt de la Bundesliga Femenina y de la Selección femenina de fútbol de México.  

## Participaciones en Copas del Mundo
| Mundial                                 | Sede     | Resultado | Partidos | Goles |
| --------------------------------------- | -------- | --------- | -------- | ----- |
| Copa Mundial Femenina de Fútbol de 2011 | Alemania | ?         | ?        | ?     |

## Participaciones en Copas del Mundo Sub-20
| Mundial                                        | Sede     | Resultado        | Partidos | Goles |
| ---------------------------------------------- | -------- | ---------------- | -------- | ----- |
| Copa Mundial Femenina de Fútbol Sub-20 de 2008 | Chile    | Primera fase     | 2        | 0     |
| Copa Mundial Femenina de Fútbol Sub-20 de 2010 | Alemania | Cuartos de final | 4        | 1     |